# Prudence Hyman
Pour les articles homonymes, voir Hyman.
Prudence Hyman (née le 2 février 1914 et décédée le 1er juin 1995 à Londres) est une danseuse et actrice britannique.

## Biographie
Dans les années 1960, elle joue dans plusieurs films de la Hammer. Son rôle le plus connu est celui de qu'elle tient dans La Gorgone, de Terence Fisher, où elle incarne l'alter ego maléfique du personnage joué par Barbara Shelley. 
Parmi ses autres rôles, elle tient également le rôle d'Aliénor d'Aquitaine dans la série télévisée anglaise Richard Cœur de Lion (en).

## Filmographie

### Cinéma
- 1949 : Blue Scar : Moira Thalberg
- 1955 : Oh! Rosalinda! : Une danseuse
- 1958 : Agent secret S.Z.
- 1958 : Atlantique, latitude 41° : Une passagère (non-créditée)
- 1960 : Les Deux Visages du Docteur Jekyll : Femme de la taverne (non-créditée)
- 1962 : Design for Loving : Lady Bayliss
- 1964 : La Gorgone : La Gorgone
- 1966 : Raspoutine, le moine fou
- 1966 : Pacte avec le Diable

### Télévision
- 1938 : Bar aux Folies-Bergère (téléfilm) : La Goulou étoile du Can-Can
- 1947 :  Telescope (téléfilm)
- 1950 : A Midsummer Night's Dream Part 1 (téléfilm) : Titania
- 1950 :  Kaleidoscope (série télévisée) (1 épisode)
- 1951 : A Midsummer Night's Dream Part 1/II (téléfilm) : Titania
- 1951 : A Midsummer Night's Dream Part 2/ II (téléfilm) : Titania
- 1952 : The Marvellous History of St. Benard (téléfilm) : Pride
- 1954 : Paint Your Wagon (téléfilm) : Suzanne Duval
- 1955 : The Water Gipsies (téléfilm) : Ruth Walker
- 1959 : Tolka Row (téléfilm)
- 1960 : Emergency-Ward 10 (série télévisée) (1 épisode) : Mrs. Heat
- 1962 : Richard Cœur de Lion (en) (série télévisée) (3 épisodes) : Reine Aliénor